# Sam Claflin
Samuel George Claflin (Ipswich, Suffolk; 27 de junio de 1986) es un actor británico. Su primer papel cinematográfico fue en Piratas del Caribe: En mareas misteriosas (2011) y obtuvo un mayor reconocimiento por interpretar a Finnick Odair en la serie de películas Los juegos del hambre (2013-2015) y por su papel protagónico en la película romántica Me Before You (2016)y al cantante Billy Dunne en la serie de drama musical Daisy Jones & the Six (2023) que le valió una nominación al Globo de Oro.

## Biografía
Samuel George Claflin es el tercero de cuatro hijos de Mark, un gerente de contabilidad/finanzas para una estación de radio de la caridad, y Sue Claflin, quien es asistente de aula. Tiene dos hermanos mayores, llamados Benjamin y Daniel, y un hermano más joven, llamado Joseph, que también es actor.
Asistió a Costessey High en Norwich, Reino Unido, y fue miembro de la Escuela de Excelencia para el Norwich City FC. Estudió en la Escuela de Música y Arte Dramático de Londres, junto a Jeremy Irvine.

## Trayectoria profesional
En 2010 interpretó a Richard en la miniserie histórica Los pilares de la Tierra y más tarde interpretó al joven Logan Mountstuart en el telefilme Any Human Heart. En abril de 2010, fue elegido para encarnar a Phillip Swift en Pirates of the Caribbean: On Stranger Tides, la cuarta entrega de la tetralogía cinematográfica de Walt Disney Pictures. En el largometraje compartió créditos con Johnny Depp, Penélope Cruz y Geoffrey Rush, entre otros. Ese año apareció en la película para televisión de género posapocalíptico The Lost Future. La cinta contó con la participación de Sean Bean, Corey Sevier y Annabelle Wallis y la dirección de Mikael Salomon.
En marzo de 2011, obtuvo el papel de Thomas en Seventh Son, una adaptación cinematográfica de The Spook's Apprentice, pero se retiró por razones desconocidas y fue reemplazado por Ben Barnes. 

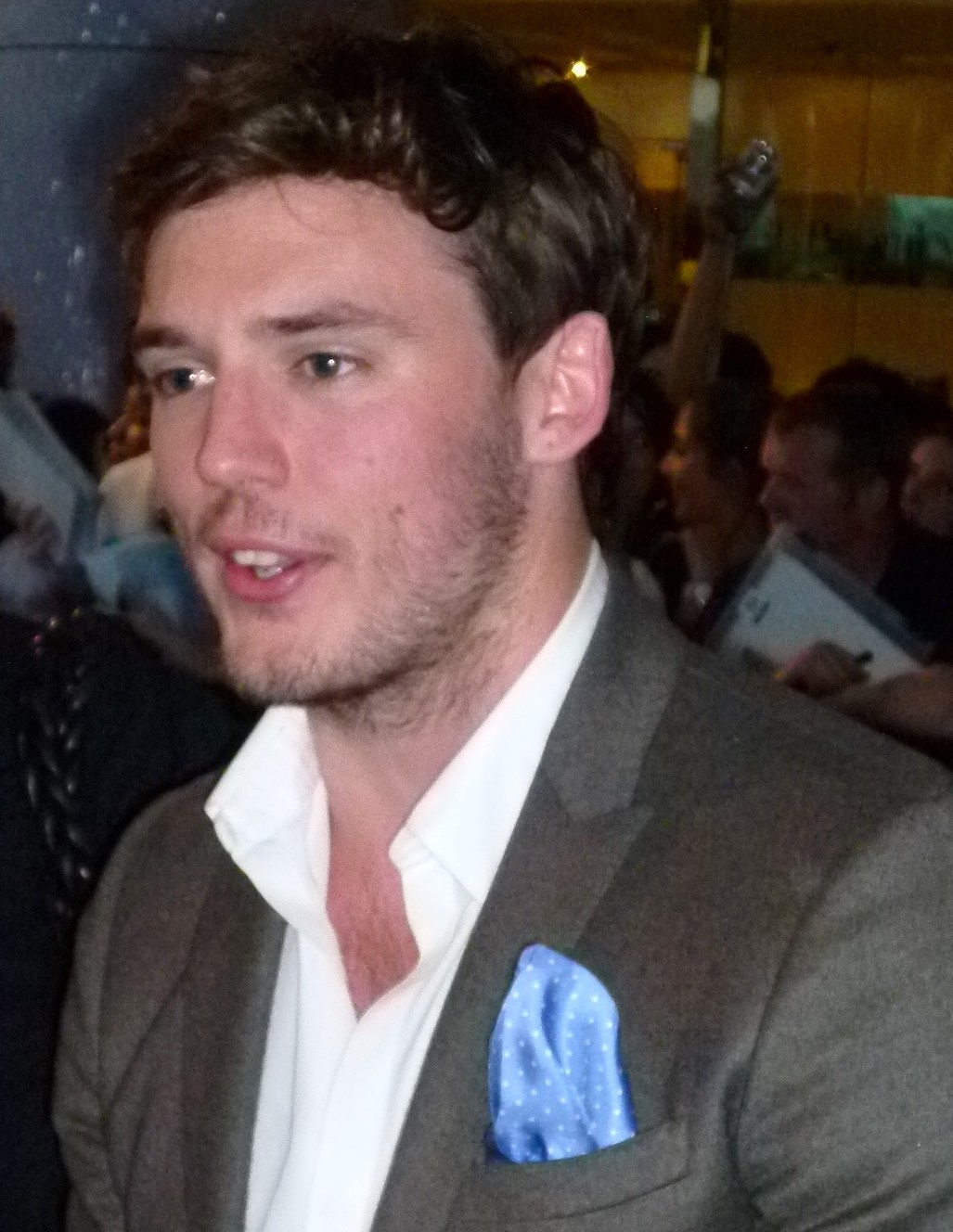
Claflin en el estreno de Pirates of the Caribbean: On Stranger Tides en 2011.

En abril de 2011, interpretó el papel de legendario futbolista inglés Duncan Edwards en el drama de televisión de la BBC United. Este se centra en los acontecimientos del desastre aéreo de Múnich de 1958, en el que Edwards falleció junto con otros 7 jugadores del equipo. 
En 2012 apareció en Snow White and the Huntsman en el papel de William, hijo del duque Hammond y amigo de la infancia de Blancanieves. En mayo de 2012 obtuvo un papel en la película de Hammer Films The Quiet Ones, dirigida por John Pogue.
El 22 de agosto de 2012 se anunció que Claflin interpretaría a Finnick Odair en la adaptación cinematográfica de la novela En llamas de Suzanne Collins, Los juegos del hambre: en llamas. La película se estrenó el 22 de noviembre de 2013 y está protagonizada por Jennifer Lawrence, Josh Hutcherson y Liam Hemsworth. También apareció en Los juegos del hambre: sinsajo - Parte 1 y Los juegos del hambre: sinsajo - Parte 2 estrenadas en 2014 y 2015 respectivamente.
En febrero de 2013 se anunció que Claflin había sido elegido para interpretar a Alex en Love, Rosie, adaptación cinematográfica de la novela de Cecelia Ahern Where Rainbows End. En marzo de ese año, actuó en la película de televisión Mary and Martha como Ben.
El 2 de septiembre de 2014, se anunció que la Metro-Goldwyn-Mayer estaba negociando con Claflin para interpretar a William Traynor en Me Before You, adaptación cinematográfica de la novela de Jojo Moyes. La película se estrenó el 3 de junio de 2016.

## Vida personal

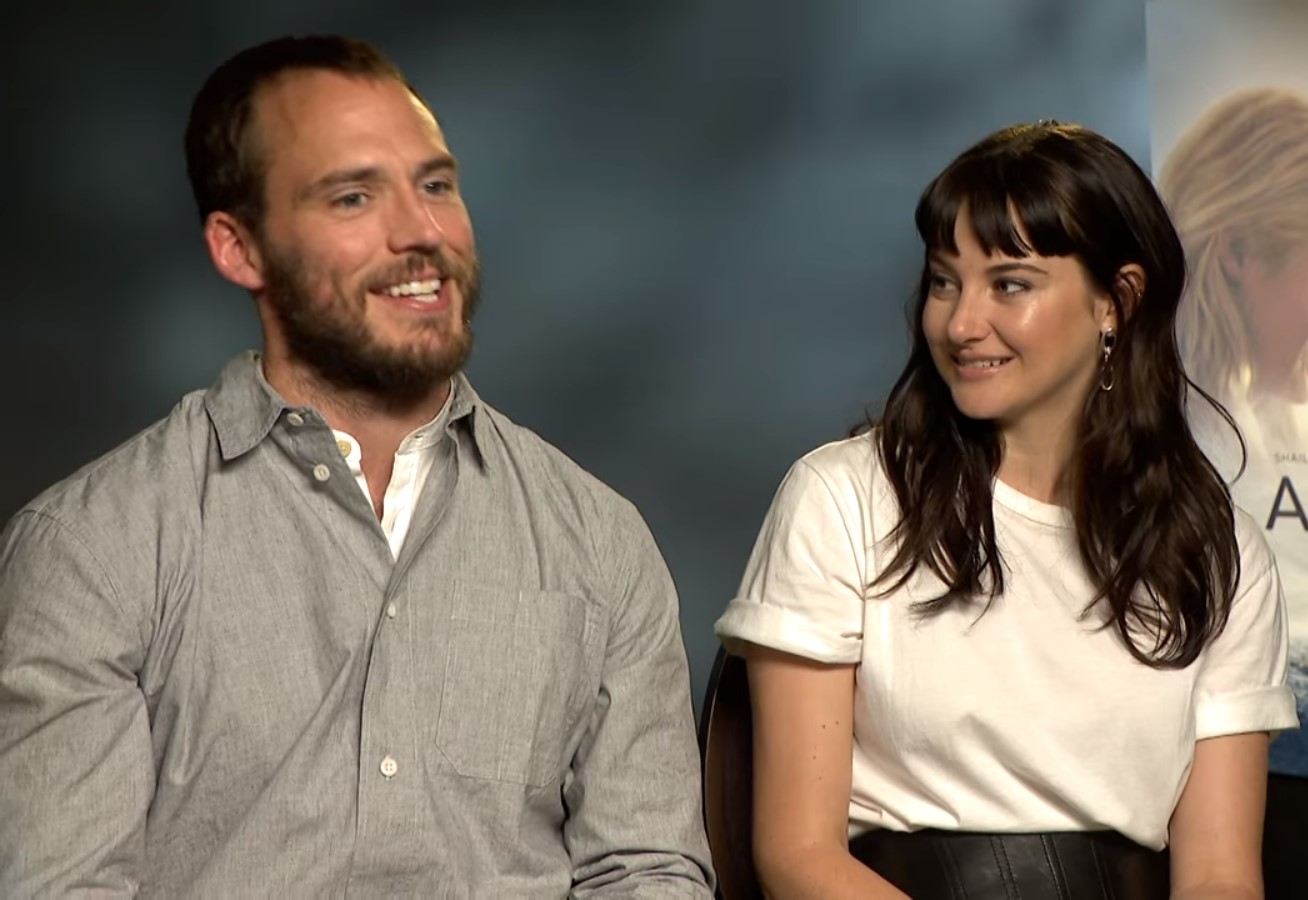
Sam Claflin y Shailene Woodley, 2018.

En 2011, Claflin comenzó a salir con la actriz británica, Laura Haddock. En una entrevista, Sam dijo sobre Haddock, «Ella es mi contraparte femenina, es la mejor manera de describirla». Claflin afirma que, después de que él la conoció, llamó a su agente para proclamar que acababa de conocer a la mujer con la que quería casarse. Después de un noviazgo de año y medio, los dos se casaron en julio de 2013 en una ceremonia privada. En el estreno de la película, The Hunger Games: Mockingjay – Part 2, anunciaron que esperaban un hijo. Tienen dos hijos: un niño, Pip, nacido en 2015, y una niña, Margot, nacida en 2018. El 19 de agosto de 2019, Haddock y Claflin anunciaron su separación.

## Filmografía
| Año  | Título                                      | Personaje        | Ref. |
| ---- | ------------------------------------------- | ---------------- | ---- |
| 2011 | Pirates of the Caribbean: On Stranger Tides | Philip Swift     |      |
| 2012 | Snow White & the Huntsman                   | William          |      |
| 2013 | Los juegos del hambre: en llamas            | Finnick Odair    |      |
| 2014 | The Quiet Ones                              | Brian McNeil     |      |
| 2014 | The Riot Club                               | Alistair Ryle    |      |
| 2014 | Love, Rosie                                 | Alex Stewart     |      |
| 2014 | Los juegos del hambre: Sinsajo - Parte 1    | Finnick Odair    |      |
| 2015 | Los juegos del hambre: Sinsajo - Parte 2    | Finnick Odair    |      |
| 2016 | El cazador y la reina del hielo             | William          |      |
| 2016 | Me Before You                               | Will Traynor     |      |
| 2016 | Their Finest                                | Tom Buckley      |      |
| 2017 | My Cousin Rachel                            | Philip Ashley    |      |
| 2017 | Journey's End                               | Capitán Stanhope |      |
| 2018 | The Nightingale                             | Hawkins          |      |
| 2018 | A la deriva                                 | Richard Sharp    |      |
| 2019 | The Corrupted                               | Liam             |      |
| 2019 | Red Shoes and the Seven Dwarfs              | Merlin (voz)     |      |
| 2019 | Charlie's Angels                            | Alexander Brok   |      |
| 2020 | Love Wedding Repeat                         | Jack             |      |
| 2020 | Enola Holmes                                | Mycroft Holmes   |      |
| 2021 | Every Breath You Take                       | James            |      |
| 2021 | Charlotte                                   | Alexander Nagler |      |
| 2021 | Last Night in Soho                          | Young Lindsay    |      |
| 2022 | Book of love                                | Henry Copper     |      |
| 2024 | The One Note Man (Cortometraje)             |                  | Ref. |
| TBA  | Watch the Skies                             | Voz              | Ref. |
| TBA  | Animal                                      | Grady            | Ref. |
| TBA  | Bagman                                      | Patrick Mckee    | Ref. |

| Año       | Título                    | Papel                   | Notas                                 | Ref. |
| --------- | ------------------------- | ----------------------- | ------------------------------------- | ---- |
| 2010      | The Lost Future           | Kaleb                   | Película para TV                      |      |
| 2010      | Los pilares de la Tierra  | Richard                 | Miniserie - 8 episodios               |      |
| 2010      | Any Human Heart           | joven Logan Mountstuart | Serie de televisión - 4 episodios     |      |
| 2011      | United                    | Duncan Edwards          | Película para TV                      |      |
| 2012      | White Heat                | Jack                    | Miniserie de televisión - 6 episodios |      |
| 2013      | Mary and Martha           | Ben                     | Película para TV                      |      |
| 2019-2022 | Peaky Blinders            | Oswald Mosley           | Serie TV - Temporadas 5 - 6           |      |
| 2023      | Daisy Jones & The Six     | Billy Dunne             | Serie TV - 10 episodios               |      |
| 2024      | Lazarus                   | Laz                     | Miniserie                             | Ref. |
| 2024      | The Count of Monte Cristo | Edmond Dantés           | Serie; 8 episodios                    | Ref. |

## Premios y nominaciones
| Año  | Premio             | Categoría                    | Trabajo nominado                            | Resultado | Ref. |
| ---- | ------------------ | ---------------------------- | ------------------------------------------- | --------- | ---- |
| 2012 | Empire Awards      | Mejor actor de revelación    | Pirates of the Caribbean: On Stranger Tides | Nominado  |      |
| 2012 | Grace Award        | Rendimiento más inspirador   | Pirates of the Caribbean: On Stranger Tides | Nominado  |      |
| 2012 | Teen Choice Awards | Actor revelación en película | Snow White and the Huntsman                 | Nominado  | Ref. |
| 2014 | MTV Movie Awards   | Mejor actuación sin camisa   | Los juegos del hambre: en llamas            | Nominado  |      |